# Грб Анголе
Грб Анголе је званични хералдички симбол државе Републике Анголе.
Према датом објашњењу, грб одражава недавну прошлост ове земље. У средини грба налазе се мачета и мотика, које представљају револуцију кроз коју је држава стекла независност, као и важност пољопривредника. Изнад њих је звезда која представља напредак, док сунце у изласку представља нови почетак. Око симбола налази се круг састављен од зупчаника, који симболизује индустрију, те листова кафе, који симболизују индустрију кафе.
На дну грба налази се отворена књига која симболизује образовање, а испод ње је натпис "República De Angola" (Република Ангола).